# Edano Yukio
Edano Yukio (枝野 幸男 (Chi Dã Hạnh Nam)/ えだの ゆきお sinh ngày 31 tháng 5 năm 1964) là một chính trị gia người Nhật hiện đang là Lãnh đạo phe đối lập kể từ năm 2017 và là thành viên của Chúng Nghị viện trong Quốc hội từ năm 1993. Ông từng làm Chánh văn phòng Nội các và Bộ trưởng Kinh tế, Thương nghiệp trong nội các Kan Cải tổ lần 2 và nội các Noda của Đảng Dân chủ (DPJ) từ giữa năm 2010 và 2012. Ông là người đứng đầu của Đảng Dân chủ Lập hiến kể từ khi thành lập hồi tháng 10 năm 2017.

## Thân thế
Edano sunh ngày 31 tháng 5 năm 1964 ở Utsunomiya, Tochigi. Ông được đặt theo tên của nhân vật chính trị tự do tiến bộ Nhật Bản Ozaki Yukio, người mà cha của Edano rất ngưỡng mộ. Edano tốt nghiệp cử nhân luật tại Đại học Tohoku, và vượt qua kỳ thi kiểm tra luật sư của Nhật Bản năm 24 tuổi.

## Sự nghiệp chính trị
Trong cuộc tổng tuyển cử năm 1993, ở tuổi 29, Edano gia nhập Nhật Bản Tân đảng của Hosokawa Morihiro và giành được một ghế ở quận 5 Saitama. Ông tham gia thành lập DPJ vào năm 1996.
Là một nhà lập pháp, Edano đã đóng một vai trò trong phản ứng của chính phủ đối với vụ bê bối máu nhiễm HIV năm 1995 và việc tái tổ chức ngành tài chính năm 1998.
Edano được bổ nhiệm làm tổng thư ký của DPJ vào tháng 3 năm 2010 khi đây là đảng cầm quyền của Nhật Bản. Okada Katsuya, cựu Bộ trưởng Ngoại giao, sau đó đã thay thế ông vào tháng 9 năm 2010.

### Chánh Văn phòng Nội các

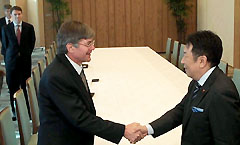
Edano và James Steinberg, này 27 tháng 1 năm 2011

Tháng 1 năm 2011, Edano trở thành Chánh văn phòng Nội các, tháng 3 năm 2011, ông tạm thời được bổ nhiệm làm người đứng đầu Bộ Ngoại giao.
Sau trận động đất và sóng thần năm 2011 ở Đông Bắc Nhật Bản, ông là gương mặt đại diện chính phủ nỗ lực chống lại hậu quả, ông thường xuyên xuất hiện trên truyền hình để nói về các vấn đề tại hai cơ sở lò phản ứng ở Fukushima. Những người dùng Twitter quan tâm đến sức khỏe của ông đã được nhắc đăng tin yêu cầu ông nên ngủ một chút. Hashtag "#edano_nero" trở nên phổ biến, từ mệnh lệnh cho sleep! (寝ろ nero) ở Nhật Bản.

### Bộ trưởng Kinh tế, Thương mại và Công nghiệp
Với tư cách là Bộ trưởng Kinh tế, Thương mại và Công nghiệp, Edano đã thông qua việc áp dụng thuế nhập khẩu vào ngày 18 tháng 6 năm 2012, cụ thể là một tỷ lệ phần trăm phí sử dụng năng lượng được sử dụng để trợ cấp (chuyển sang) năng lượng tái tạo.

### Sau khi mãn nhiệm

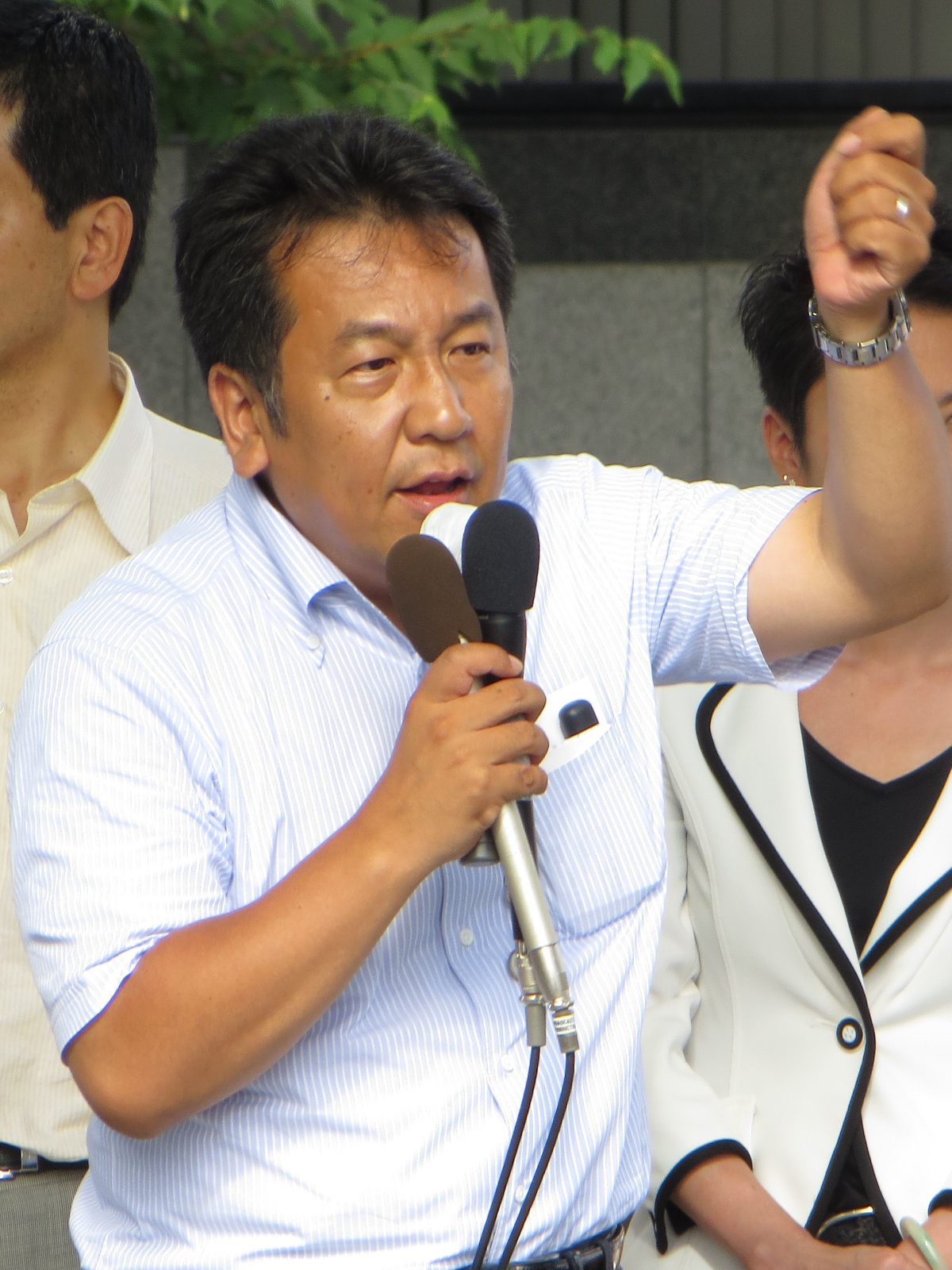
Edano, ngày 15 tháng 7 năm 2013

Edano rời Nội các sau thất bại của DPJ trong cuộc tổng tuyển cử tháng 12 năm 2012, nhưng vẫn giữ ghế đại diện cho quận 5 Saitama.
Edano được bổ nhiệm làm tổng thư ký của DPJ vào tháng 9 năm 2014. Ông vẫn giữ chức vụ này trong Đảng Dân chủ sau khi DPJ sáp nhập với Đảng Đổi mới Nhật Bản vào tháng 3 năm 2016.
Lãnh đạo DP Renhō đã từ chức vào tháng 7 năm 2017 sau khi đảng này chịu kết quả không tốt trong cuộc bầu cử Nghị viện Tokyo năm 2017. Edano tranh cử trong cuộc bầu cử lãnh đạo sau đó, đối mặt với một đối thủ từ phe bảo thủ của đảng ở Maehara Seiji. Với việc phe tự do của đảng này mất dần ảnh hưởng do làn sóng các thành viên Đảng Đổi mới bảo thủ của Nhật Bản sau khi hợp nhất, Edano chỉ thu được 40% số điểm giành được trong cuộc bầu cử. Trong một nỗ lực để thống nhất đảng, nhà lãnh đạo mới đắc cử Maehara đã bổ nhiệm Edano làm phó chủ tịch.

### Đảng Dân chủ Lập hiến

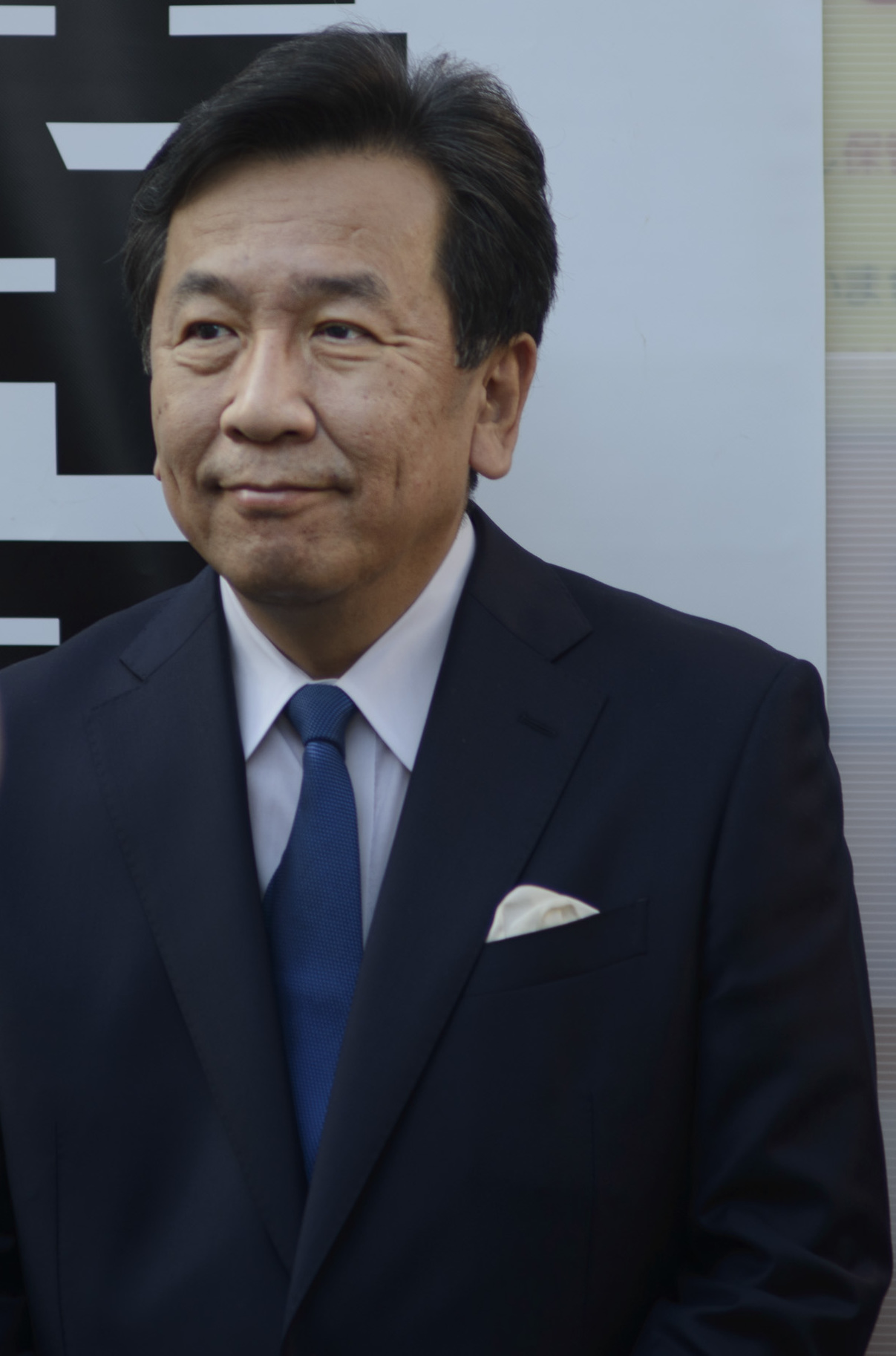
Edano, ngày 18 tháng 10 năm 2020

Thủ tướng Abe Shinzō đã đưa ra thông báo bất ngờ về một cuộc bầu cử nhanh chóng vào ngày 25 tháng 9 năm 2017, chỉ ba tuần sau cuộc bầu cử lãnh đạo DP. Cùng ngày với thông báo bầu cử của Abe, Thống đốc Tokyo Koike Yuriko đã thành lập một đảng bảo thủ mới gọi là Kibō no Tō (Đảng của Hy vọng). Nhìn thấy sự nổi tiếng cao của Koike vào thời điểm đó như một nhân vật tiềm năng, Maehara đã phối hợp với Koike đề cử các ứng cử viên DP cho Koike đồng ý tán thành các ứng cử viên DP và Maehara đã giải tán đảng một cách hiệu quả để cho phép các ứng cử viên tranh cử dưới ngọn cờ Kibō. Edano, từ khi gia nhập Kibō. Edano sau đó quyết định thành lập một đảng riêng để chứa các thành viên DP tự do bị Koike từ chối.
Vào ngày 2 tháng 10 năm 2017, Edano ra mắt Đảng Dân chủ Lập hiến tách khỏi Đảng Dân chủ, trở thành lãnh đạo của đảng. Mặc dù chỉ được thành lập chưa đầy ba tuần trước cuộc bầu cử, CDP đã thực hiện một chiến dịch rất hiệu quả với một nền tảng có nguyên tắc và sử dụng mạng xã hội ở mức độ chưa từng có trong chính trường Nhật Bản. Edano đã dẫn dắt đảng này trở thành đảng lớn thứ hai trong Quốc hội trong cuộc tổng tuyển cử. Ông hiện giữ chức vụ Lãnh đạo phe đối lập.

## Gia đình
Edano đã kết hôn và có hai người con trai.